# Oiri

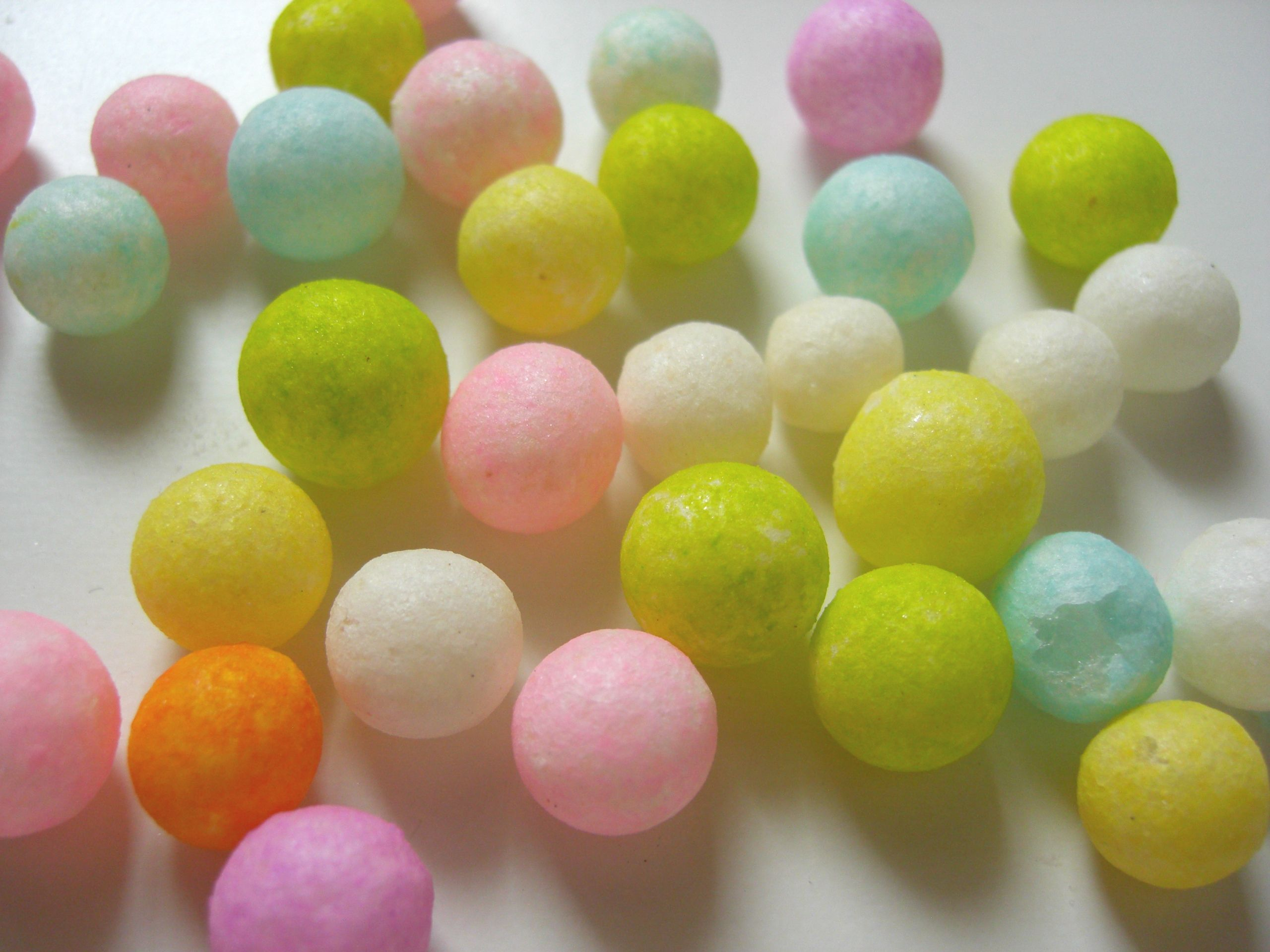
Des oiri.

Les oiri sont des confiseries japonaises. Ces bonbons sont offerts lors des mariages. Ils font partie des wagashi.